# Сан Доначи
Сан Доначи (итал. San Donaci) је насеље у Италији у округу Бриндизи, региону Апулија.
Према процени из 2011. у насељу је живело 6840 становника. Насеље се налази на надморској висини од 46 м.

## Становништво
Према резултатима пописа становништва 2011. у општини је живело 6.869 становника.
| 1931. | 1936. | 1951. | 1961. | 1971. | 1981. | 1991. | 2001. | 2011. |
| ----- | ----- | ----- | ----- | ----- | ----- | ----- | ----- | ----- |
| 3.677 | 4.080 | 5.403 | 6.049 | 6.414 | 6.840 | 7.425 | 7.117 | 6.869 |